# Wickenburgh
Wickenburgh, voorheen Westenstein, is een voormalig kasteel, nu buitenplaats bij 't Goy, gemeente Houten in de Nederlandse provincie Utrecht.
Er bestaan aanwijzingen dat Wickenburgh de opvolger is van een hofstede uit de karolingische tijd, de Westrummerhofstede. Het huis werd gebouwd aan de rand van de Westrummerweijde, dat in de vroege middeleeuwen onderdeel uitmaakte van het gebied Westrum, een nederzetting waaromheen akkers en weidegebieden lagen. Een kaart uit 1641 laat voor het huis een ronde vijver zien met daarin een rond eiland. Op dit eiland zou op een verhoging een in hout opgetrokken hoogmiddeleeuws mottekasteeltje kunnen hebben gestaan.

## Voorloper
De eerste vermelding van Westenstein in historische bronnen dateert uit 1300. Het was vermoedelijk een uit steen opgetrokken huis waaromheen een gracht lag. Veertiende-eeuwse muurresten die onder het huidige gebouw gevonden zijn hadden een te geringe dikte (circa 60 cm) voor een woontoren. Bij een recente verbouwing van het huidige pand werd een kelder ontdekt die gezien het steenformaat nog een restant kan zijn van het huis Westenstein.
Het huis Westenstein is vermoedelijk al in het midden van de veertiende eeuw verwoest, waarna met gebruikmaking van delen van dit oude huis een nieuw huis werd gebouwd, waarschijnlijk een grote dwarshuisboerderij. Van het huis Westenstein resten nog delen van de funderingen en mogelijk nog enkele stukken van het opgaande muurwerk onder en in het huidige pand. De grachten zijn in de loop van de zeventiende en achttiende eeuw gedempt, het laatste stuk omstreeks 1810.

## Wickenburgh
De naam Wickenburgh komt voor het eerst voor omstreeks 1381. Een contract uit 1662 wijst uit dat een deel van de boerderij als zomerverblijf voor de eigenaar in gebruik was, de rest van het gebouw werd verpacht.
In 1741 kwamen na huwelijk met Margaretha van Suchtelen de heerlijkheden Stoetwegen en Wickenburgh in de familie Wttewaall en bleef dat tot in de twintigste eeuw. Volgens een tekening uit 1794 was het gedeelte dat dienst deed als zomerverblijf rond 1780 met een verdieping verhoogd en verbouwd tot herenhuis met classicistische trekken. Tot 1814 behield Wickenburgh zijn tweeledige functie van buiten en boerderij. Daarna werd het achterhuis gesloopt en tussen 1860 en 1870 werd het voormalige boerderijgedeelte tot dezelfde hoogte opgetrokken als het herenhuis.
Bij Wickenburgh staat een van de oudste duiventillen van de regio. Het torenvormig gebouwtje is twaalf meter hoog en heeft een doorsnede van vijf meter. Er zijn aan de binnenzijde met steen 317 nesthokjes gemaakt. De vliegopeningen van de duiventil waren dermate groot, dat postduiven er niet in konden, maar de iets kleinere veldvluchters wel.

## Brand
In 1951 ging een deel van het huis in vlammen op. De vuurhaard ontstond in een kamer op de eerste verdieping, boven de achttiende-eeuwse keuken. Vervolgens sloeg het over naar de zolderverdieping en bereikte het een rieten dak dat onder een pannendak aanwezig was. Met de krachtige wind stond binnen de kortste keren de hele zolderverdieping in brand. Het zwaar getroffen deel van huize Wickenburgh aan de noordwestelijke kant is niet meer opgebouwd en verder afgebroken.
Door onenigheid in de familie zijn de kozijnen en boeiboorden van het rijksmonument in verschillende kleuren geverfd.
Tegenwoordig is Landgoed Wickenburgh in gebruik als horeca- en trouwlocatie.

## Fotogalerij

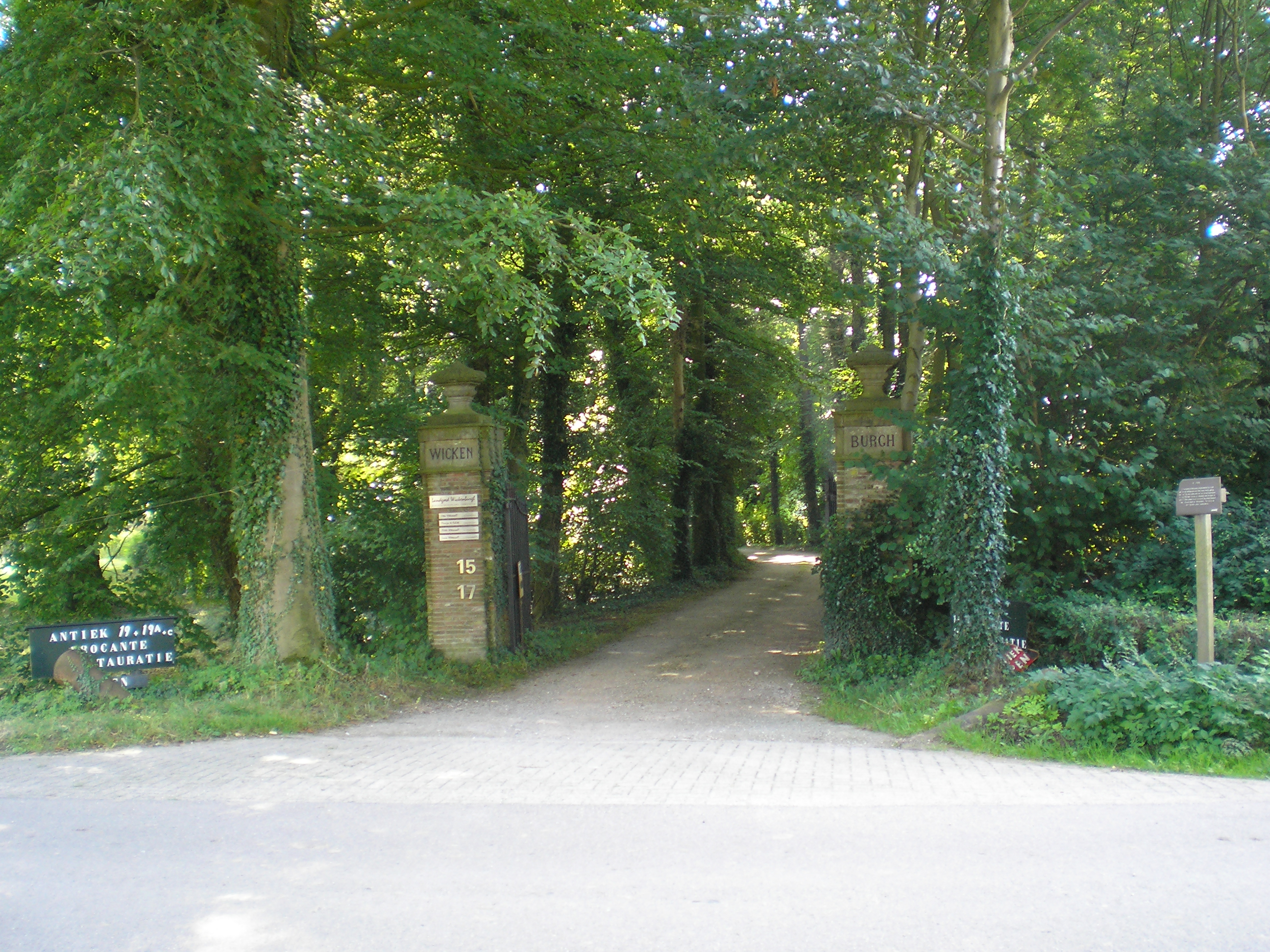
Toegangspoort tot Wickenburgh in 't Goy
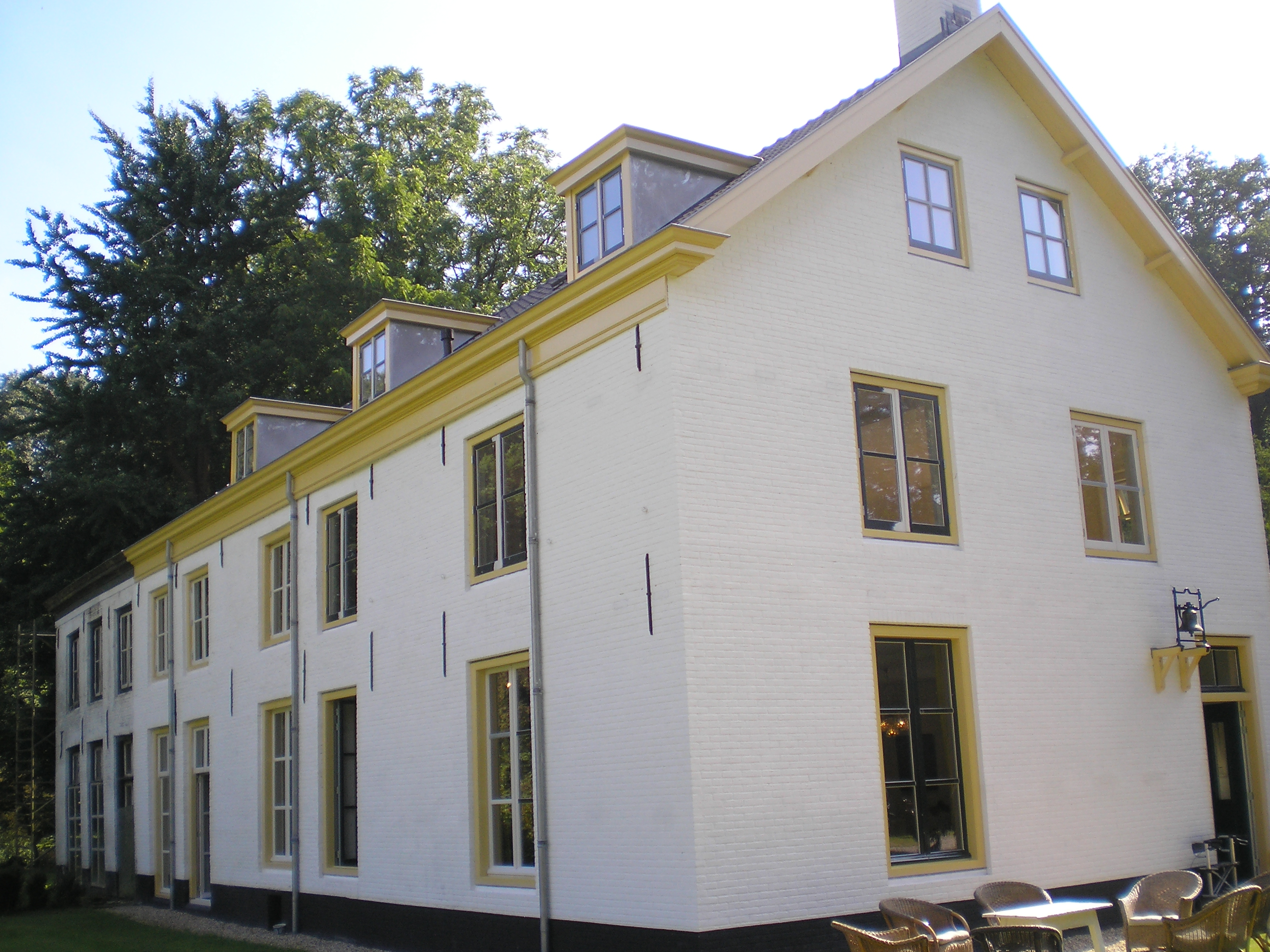
Wickenburgh aan de Wickenburghseweg 17
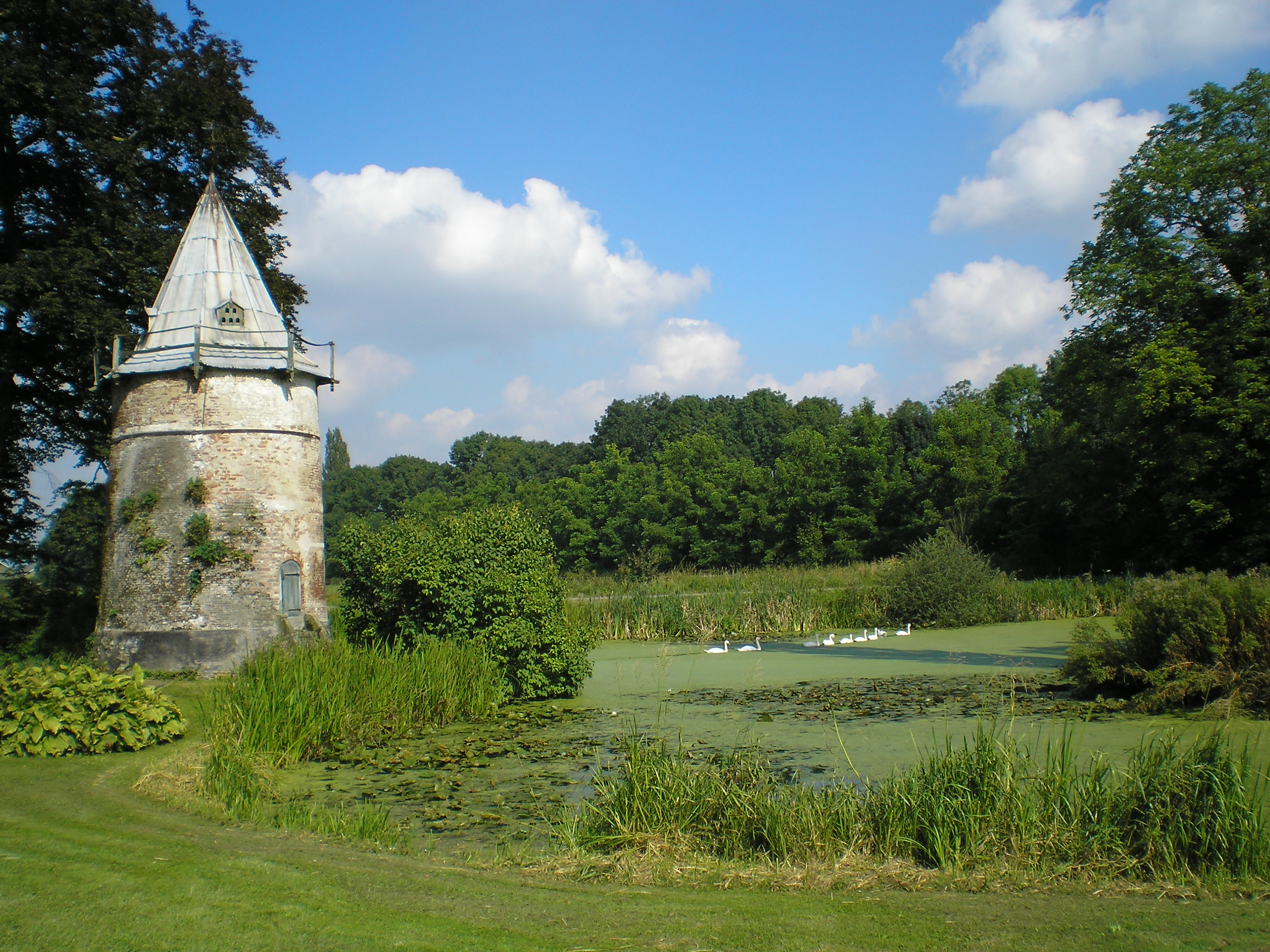
Duiventoren in tuin van Wickenburgh
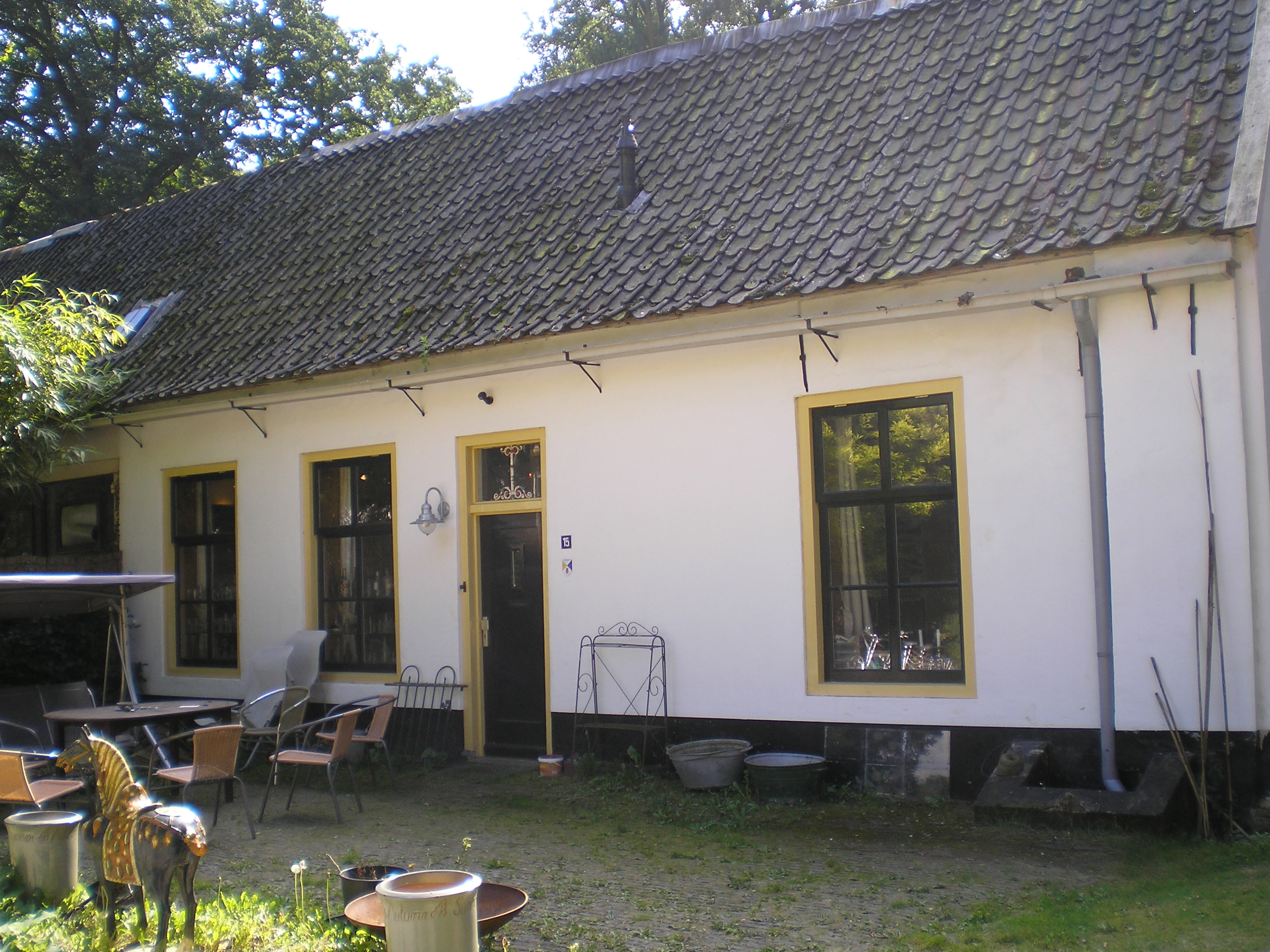
Tuinmanswoning Wickenburgh aan de Wickenburghseweg 15

Kasteel Ter Aa (Breukelen) ·
Aastein ·
Slot Abcoude ·
Amaliastein ·
Nieuw-Amelisweerd ·
Oud-Amelisweerd ·
Kasteel Amerongen ·
Kasteel Batestein (Harmelen) ·
Kasteel Batestein (Vianen) · 
De Beest ·
Bergestein ·
Beverweerd ·
Blasenburg ·
Blikkenburg ·
Blommesteyn ·
Bolenstein ·
Bolsweerd ·
Bottestein ·
Kasteel Broekhuizen ·
Bruinenburg ·
Huis Cammingha ·
Clarenborg ·
Coelhorst ·
De Batau ·
Dompselaer ·
Huis Doorn ·
Drakenburg (kasteel) ·
Drakensteyn ·
Kasteel Duurstede ·
Huis Ter Eem ·
Eijkelenburg ·
Emmickhuizen ·
Den Engh ·
Essenstein ·
Everstein (Everdingen) ·
Everstein (Jutphaas) ·
Den Eyck ·
Galesloot ·
Kasteel Geerestein ·
Gildenborgh ·
Kasteel Ten Goye ·
Grauwert ·
Grijpestein ·
Groenestein (Langbroek) ·
Kasteel Groeneveld (Baarn) ·
Groenewoude (Woudenberg) ·
Gunterstein ·
Kasteel de Haar ·
Kasteel Hagestein ·
Hamtoren ·
Kasteel Hardenbroek ·
Huis Harmelen ·
Ridderhofstad Heemstede ·
Kasteel Heemstede ·
Heimenberg ·
Heimerstein ·
Huis Herlaar ·
Ter Heul ·
Heulestein ·
Hindersteyn ·
Kasteel Ter Horst (Achterberg) ·
Isselt ·
Kasteel IJsselstein ·
Jagenstein ·
Kersbergen ·
Killestein ·
Kronenburg (kasteel) ·
Kasteel Levendaal ·
Lichtenberg (Woudenberg) ·
Lievendaal (Amerongen) ·
Landgoed Linschoten ·
Kasteel Linschoten ·
Lockhorst ·
Kasteel Loenersloot ·
Kasteel Lunenburg ·
Huis Maarsbergen ·
Marckenburg ·
Ter Meer ·
Ter Mey (Haarzuilens) ·
Huis te Mijdrecht ·
Huis te Mijnden ·
Kasteel Moersbergen ·
Kasteel Montfoort ·
Natewisch ·
Te Nesse ·
Kasteel Nijenrode ·
Nijenstein ·
Nijeveld ·
Noordwijk (Langbroek) ·
Huis te Oosterwijk ·
Oostwaard (Utrecht) ·
Op de Bol ·
Oud-Broekhuizen ·
Ridderhofstad Oudaan ·
Huis Oudegein ·
Oudenhorst ·
Plettenburg (kasteel) ·
Huis De Polle ·
Prattenburg ·
Kasteel Putkop ·
Randenbroek (park) ·
Remmerstein ·
Kasteel Renswoude ·
Rhijnauwen ·
Kasteel Rhijnestein ·
Huis Riebeek ·
Kasteel Rijnenburg ·
Rijnestein ·
Rijneveld ·
Kasteel Rijnhuizen ·
Rijningen ·
Huis Rijnsweerd ·
Rijpickerwaard · 
Kasteel Rijsenburg ·
De Roetert ·
Rumelaar ·
Kasteel Ruwiel ·
Royestein ·
Kasteel Sandenburg ·
Kasteel Schalkwijk ·
Kasteel Schonauwen ·
Schurenburg ·
Snaafburg ·
Snellenburg ·
Paleis Soestdijk ·
Steenhuis (Lopik) ·
Kasteel Sterkenburg ·
Stormerdijk ·
Landgoed Stoutenburg ·
Ten Massche ·
Valkenburg (Rhenen) ·
Huis te Velde ·
Kasteel Veldenstein ·
Hofstede te Vliet ·
Huis te Vleuten ·
Huis te Vliet (Lopik) ·
Huis te Vliet (Oudewater) ·
Vogelpoel ·
Huis te Voorn ·
Vredelant ·
Vronestein ·
Vuijlcop ·
Kasteel Walenburg ·
Wayenstein (Amerongen) ·
Kasteel Weerdenburg ·
Weerdesteyn ·
Weerestein ·
Hof ter Weyde ·
Wickenburgh ·
Wijnestein ·
Wiltenburg (Utrecht) ·
Kasteel van Woerden ·
Huis Woudenberg ·
Huis te Woudenberg (I) ·
Huis te Woudenberg (II) ·
Wulven ·
Kasteel Oud-Wulven ·
Wulvenhorst ·
Slot Zeist ·
Kasteel Zuilenburg ·
Zuileveld ·
Slot Zuylen ·
Huis Zuylenstein